# نيك كونور
نيك كونور (بالإنجليزية: Nick Connor)‏ هو شخصية أعمال وسياسي أمريكي، ولد في 7 يوليو 1904 في غادسدن في الولايات المتحدة، وتوفي في 7 ديسمبر 1995 في مقاطعة هيرناندو في الولايات المتحدة. انتخب عضو مجلس ولاية فلوريدا.